# Недільна

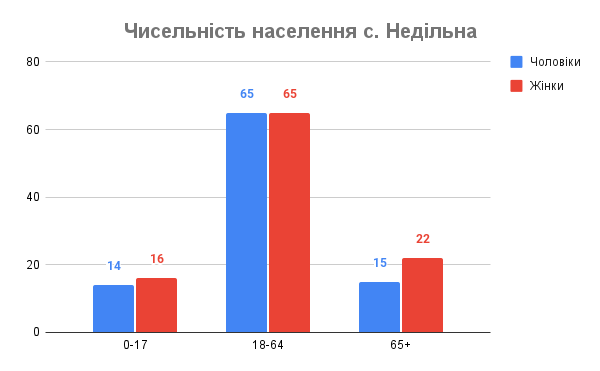
Чисельність населення с. Недільна, 2021

Недільна — село в Україні, у Самбірському районі Львівської області. Населення становить 197 осіб (2021 р.). Орган місцевого самоврядування — Стрілківська сільська рада.

## Назва
За роки радянської влади село в документах називали «Недільня». 1989 р. селу надали сучасну назву.

## Розташування
Село розташоване вздовж річки Недільнянки (притока Топільниці), між двома гірськими хребтами з вершинами Виділок (862 м), Кільчин Горб (819 м) і Крулики (812 м), Гострий Верх (777 м).

## Історія

### Королівство Польське таВелике князівство Литовське, Руське і Жемайтійське(1385—1569)
Перша згадка про село відноситься до 1552 р.
"A. 1552. Varsaviae. Privilegium Bonae Reginae religioso Demkowicz Poponatum in Niedzielnae cum omnibus emolumentis, saluis censibus regalibus conferens, Quod Sig. Aug. Rex confirmat. Datum in Crasnystaw fer. 2da ipso feste Scti Petri ad vincula. A. 1558".
"A. 1553 die 12 febr. Petricoviae. Privilegium conservationis Demkonem Dziurdz Siedlecki, circa scultetiam villae Niedzielna ac omnes pertinentias juxta literas originales".
"A. 1564, die 8 ang. Parczoviae. Sigismundus Augustus rex Demkonem Dziurdz Siedlecki, circa possessionem Scultetiaevillae Niedzielna ac omnes ad eam spectantes attinentias ad vitae tempera conser vat".

### Річ Посполита (1569-1772)
За часів Речі Посполитої Недільна належала до дібр коронних, до країни Гвоздецької, економії Самбірської.
В люстрації 1683 р. вказано, що "село має 18 ланів, 2 князівські (kniazkich), 1 священика (popowski), 1 солтисів (sołtyski), 3 війтів (wolniczych). Далі мова йде про податкове навантаження. 
В інвентарю 1760 р. зауважено, що село вже має 18 1/2 ланів, зокрема князівських - 2, священика - 1, солтисів - 1. Згадується про дворище і корчму, за які платять податки Василь Дверницький і Францішка з роду Домбовських. Війтівства є власністю JMPP. Половиною лану володів п. Теодор Тужанський (Teodor Turzański), за що сплачував податок 7 злотих 21 1/2 грошей. Половину лану законтрактували зі скарбу чесні Федьо і Лесьо Пикуси.

### Австрійська імперія (1772-1867) та Австро-Угорська імперія (1867-1918)
У 1877 р. в селі було 1 водяний тартак (tartów wodnych), 1 з пилою (gatrów) і 1 з пилою звичайною (pił zwyczajnych), які виготовляли 310 м. куб (mt. kub.) дощок і брусів.
Після смерті Тужанського дозволено декретом від 31 січня 1880 р. пожиттєве війтівство Василю Дверницькому (Bazylemu Dwernickiemu).
У 1880 р. до володінь греко-католицького пароха належали в Недільній 28 моргів 20 сажнів орної ріллі (28 mr. 20 sążni roli or.) та 1 морг 392 сажні лук (1 mr. 392 sążni łąk).
Інфраструктура села на 1880 рік: церква Святого Миколая; каса позичкова (kasa pożyczkowa gm.) з капіталом 1000 злотих; тартак водний з одною гатрою (o jednym gatrze i jednej pile zwyczajnej), який щорічно споживає 500 м3 деревини ялиці (jodłowego) та ялини (świekowego) і виробляє 310 м3 дерев'яних дощок.
У 1812 р. село долучили до дібр Гвоздець (dóbr Gwoździec).

### Друга світова війна та другі визвольні змагання (1939-1950-ті рр.)
Галицькі повстанські відділи до включення їх наприкінці 1943 р. в УПА називалися Українською Народною Самообороною (УНС).  З липня по грудень 1943 р. – це була окрема військова структура.
Передумовами виникнення УНС у Галичині, на нашу думку, були: 1) корінний перелом на німецько-радянському фронті, що давав зрозуміти, що Червона армія (ЧА) пішла у контрнаступ і невдовзі фронт буде на західноукраїнських теренах; 2) масштабні протиповстанські акції німецьких військ на Волині–Поліссі, що почалися з червня 1943 р., зумовлювали створення другого плацдарму для розвитку повстанського руху. Найбільш сприятливим плацдармом за географічними ознаками, гористістю та лісистістю підходив Карпатський реґіон; 3) формування стрілецької дивізії СС “Галичина”, до якої мобілізовували фізично підготовлених українських хлопців; 4) потреба в обороні українського населення від нападів злочинних банд, свавілля німецької окупаційної адміністрації, нападів польських і радянських партизанських груп.
Формування УНС у Карпатах, як стверджує О. Луцький, було завершено до 15 серпня 1943 р. у складі п’яти куренів, у яких налічувалося до 2 тис. козаків. Зокрема, п’ятий курінь “Кривоніс” у складі 400 козаків перебував у с. Недільна (Старо-Самбірщина) під командуванням булавного “Омеляна”. Загальне командування двома куренями “Кривоніс” здійснював Лука Павлишин (“Вовк”). Планувалося організувати ще один курінь “Кривоніс”.

30 листопада 1943 року черговий наступ німців був спрямований проти невеликого відділу УНС біля с. Недільна. Після втрати 34 українських націоналістів був зупинений німецький наступ та вбито 160 німецьких вояків.
В перших днях грудня німці силою двох полків заатакували невеликий повстанський відділ коло села Недільна. Та й цим разом ворогові не пощастило. 

У важкому цілоденному бою 4. XII., при власний втратах 34 вбитими, криваво зламано ворожий наступ. У майже безнадійному положенні повстанців одна чота сміливим маневром прорвалася незамітно на ворожі зади і несподіваним наступом завдала ворогові рішальний удар. На полі нараховано понад 160 вбитих німців.

#### Установчі збори УГВР 11-15 липня 1944 року
11-15 липня 1944 року неподалік від села, на узбіччі гори Видоділ, що знаходиться у лісі між селом Сприня Самбірського району та селом Недільна Стрілківського (тепер Старосамбірського) під охороною відділів УПА відбулися Установчі збори Української Головної Визвольної Ради (Великий збір УГВР). На ньому обрали Президію та Генеральний секретаріат – підпільний парламент та підпільний уряд воюючої України. Головою президії та президентом УГВР обрали Кирила Осьмака (псевдонім – Марко Горянський).  
Збір прийняв Платформу і Тимчасовий устрій УГВР, Універсал до українського народу, а також присягу воїнів Української Повстанської Армії.  

На охорону з'їзду призначено сотні: "Булава", "Сурма", "Юнацька сотня", дві сотні "Львів" та ряд боївок ОУН. Харчі на місце збору доставляла чотовий "Островерх" (Олекса Конопадський) та довірені вояки з його сотні, яка мала заставу від села Лужка. 
Наші представники приїздили на станцію поїздом, автомашинами, підводами, а навіть прибували пішки. Зв'язкові теренової сітки перебирали їх, давали на зв'язкову лінію, вони перевіряли клички, доставляли їх до к-ра Микити, а він, перевіривши ще раз, передавав далі. Навколо стояли стійки і застави. Дороги були заміновані. Біля лісничівки стояла стійка, яка давала інформації новоприбулим та спрямовувала на місце нарад. Всі застави і стійки були пов'язані з головним к-ром варти телефонними лініями. Між різними командирами я бачив тут також пор. Кармелюка.

#### Бої з радянською армією 1947-49 рр.
10 вересня 1947 року були тяжкі бої біля Недільної між УПА та радянською армією, у яких брав участь казах Омар Алойот "Коля" — тоді загинуло 20 стрільців УПА.
У зв'язку з активною партизанською діяльністю та допомогою підпільникам УПА, влада «червоного терору» в 1948 р. примусово вислала ціле село в Сокальський район Львівської області. На новому місці їм запропоновано кращу — не кам'янисту землю, пусті хати, працю в організованому колгоспі, вигідну партійну діяльність… Та селяни, люблячи свою прикарпатську землю та не бажаючи коритись загарбницько-терористичній владі, поступово повертались у рідне село.

18 серпня 1948 р. у Недільнянських лісах у бою проти 200 більшовиків із старшинської школи МВД загинув Олекса Конопадський "Островерх". У цьому лісі заквартирувала чота, командиром якої він був. Будучи раненим, продовжував командувати боєм. У тому бої загинули також ст. віст. Орел, віст. Луговий, віст. Уж, віст. Богдан, ст. віст. кулеметник Дух. Пораненого кулеметника і друга Духа чот. Островерх взяв на плечі, хоч і сам був поранений, та з ним відступав. Ворожа черга з кулемета вбила на плечах чотового кулеметника, а Островерхові кулі пробили груди. Останні його слова: "Прощайте, друзі! Бийте ворога далі, а я відходжу. Вперед! За Україну!.. Гей, моя "пападьошко" [кулемет ППД], прощай! Прощай, Україно!" Потім, приклав свій кулемет до підборіддя і дав собі чергу. 
2. 9. 1949 р. в лісі над с. Недільна о 11,30 год. наскочила спецбоївка МВД на групу повстанців. Вогнем з автоматів вбиває реф. проп. Т. і ранить ще не вилікуваного бул. Д., котрий, хоч не мав сил, відповз ще ЗО м, підпустив большевиків, відбиваючись з пістолі, відтак останнім набоєм дострілився. Ворожі втрати — 2 убитих і 1 ранений (ст. лейт. МҐБ Красявін з р-ну Стрілки). Повстанські втрати — 2 убитих.

### Незалежність (з 1991 р. - по сьогодні)
У 2017 році на місці бою УПА з німцями 1943 року встановили 43-метрову «Вежу Пам'яті» — унікальну вежу-дзвіницю.
У 2023 р. село Недільна разом із довколишніми селами ввійшло до мережі історико-туристичних маршрутів "БойкоМандри", яка створюється за підтримки УКФ та Стрілківської територіальної громади. 

### Населення
У 1880 р. в селі було 645 мешканців; 615 - греко-католики. (645 mk. w gm., 2 na obsz. dwor., z tych 615 obrz. gr.-kat.).
У 1928 р. в селі проживало 873 особи, серед яких 11 євреїв.
Перед Другою світовою війною тут було 120 хат. 
У 1939 році в селі проживало 970 мешканців (960 українців, 5 поляків і 5 євреїв).
Нині тут є приблизно 80 хат.
Населення 2001 р. становило 234 осіб, тепер — 218 осіб.
У 2021 році у селі проживали 197 осіб.

## Історико-меморіальний музейКирила Осьмака, головиУГВР
Над розробкою і побудовою експозиції працювала група науковців та музейних фахівців. Основу експозиції складають архівні документи, фото та інші матеріали, а також спогади сучасників та рідних Кирила Осьмака, зібраних Любою Коваль.
На відкритті музею була присутня донька Кирила - Наталія Осьмак. Заснований у вересні 2014 року.
Музей має два тематичні розділи. В ньому зібрані етнографічні експонати і експонати, безпосередньо присвячені Кирилу Осьмаку.
В музеї є багато різноманітних експонатів, пов'язаних з побутом та життям українців Прикарпаття XIX - ХХ століть: ткацький верстат, нитки, клоччя, стародавні ваги, праски, кав'ярка, ходулі для дітей, колиска, плакати та багато інших цікавинок.
Найціннішими експонатом музею є форма вояків УПА 1940-х років та вишиванка XIX століття.
Окремий розділ експозиції - література, подарована Наталею Осьмак, донькою Кирила Осьмака.
Художники Іван Остафійчук, лауреат Шевченківської премії, Михайло Безпальків і Тарас Дідула малювали картини для музею. Багато експонатів привозили та дарували люди - місцеві жителі та численні гості. Музеєм опікується пані Валентина Дуб - директор Народного дому села Недільна. 
Фонди музею налічують 74 одиниці збереження. Експозиційні розділи розміщені у 2 залах.

## Відомі люди
- Шкітак Антін "Омелян" — командир куреня УПА «Кривоніс II». Загинув поблизу села.
- Конопадський Олекса "Островерх", "Тополя" — підстаршина УПА, командир охорони командування ТВ УПА "Маківка", чотовий, старший вістун, загинув поблизу села.